# Comuna Novîi Svit, Horodok
Novîi Svit (în ucraineană Новий Світ) este o comună în raionul Horodok, regiunea Hmelnîțkîi, Ucraina, formată din satele Ivanivka, Kovalivka, Matviikivți, Novîi Svit (reședința) și Trosteaneț.

## Demografie
Componența lingvistică a comunei Novîi Svit
     Ucraineană (98,42%)
     Rusă (1,09%)
     Alte limbi (0,12%)
Conform recensământului din 2001, majoritatea populației comunei Novîi Svit era vorbitoare de ucraineană (98,42%), existând în minoritate și vorbitori de rusă (1,09%).